# Antonio Herrera Toro
Antonio Herrera Toro (Valencia, 16 de enero de 1857-Caracas, 26 de junio de 1914) fue junto con Martín Tovar y Tovar, Cristóbal Rojas y Arturo Michelena uno de los cuatro grandes pintores clásicos de Venezuela del siglo XIX.

## Biografía
Antonio Herrera Toro nació en Valencia, estado Carabobo, Venezuela, el 16 de enero de 1857 hijo de Juan José Herrera y de María Teresa Toro, sobrina de Francisco Rodríguez del Toro. Realiza sus primeros estudios en Caracas en el colegio La Viñeta del sabio alemán  Adolfo Ernst.
En Caracas, a partir de 1869, se inicia como aprendiz bajo la tutela de Martín Tovar y Tovar, posteriormente entre 1874 – 1885 estudia en la Academia de Bellas Artes con José Manuel Maucó y del académico español Miguel Navarro Cañizares.

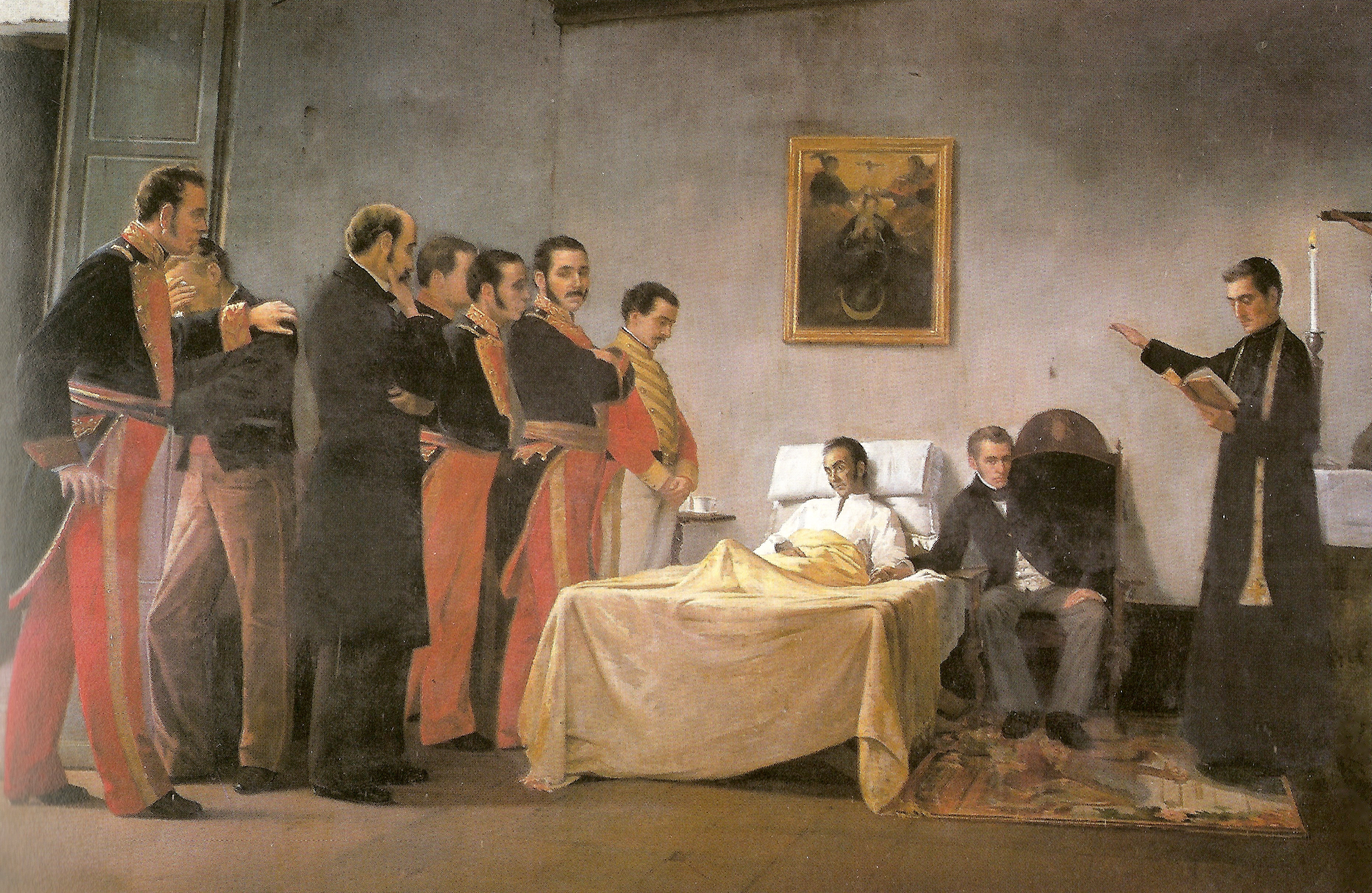
La muerte de Libertador (1883)

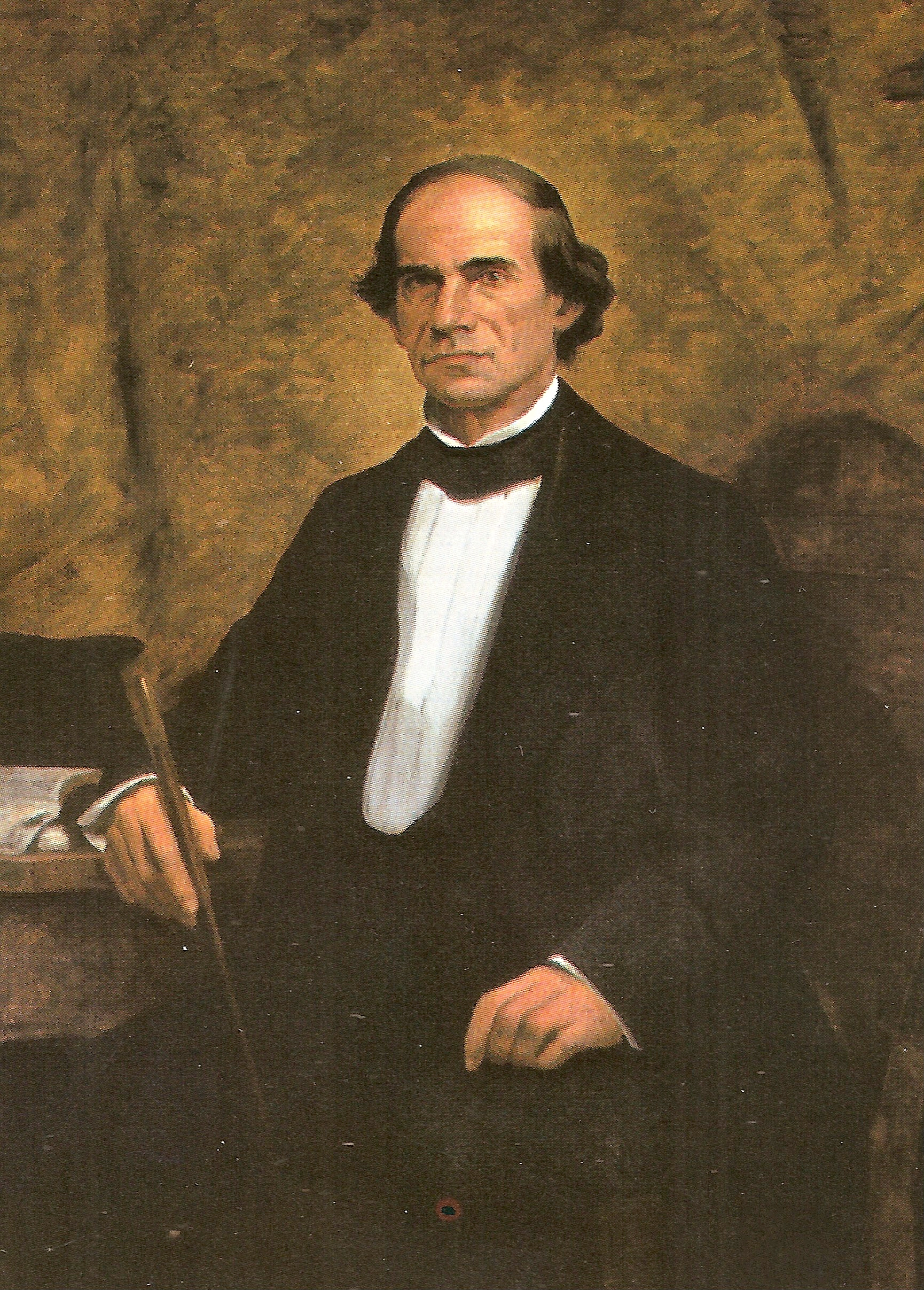
Retrato de Fermín Toro (1897)

En 1875 el gobierno de Antonio Guzmán Blanco le otorga una beca para realizar estudios, primero en París y luego en Roma. Durante su estadía europea exhibirá en el Salón Oficial de París y será aceptado en el Círculo Internacional de Bellas Artes en Italia. Para 1881  retorna a Caracas con los bocetos de La Asunción de la Virgen que habrá  de ejecutar en la catedral donde contó con la colaboración de Cristóbal Rojas como ayudante. En 1883 pinta Los últimos momentos del Libertador, la obra fue presentada en la Exposición Nacional con motivo del centenario del nacimiento de Simón Bolívar. En el año de 1884 viaja al Perú donde habrá  de tomar los apuntes para dos cuadros que el Gobierno encomendó a Tovar y Tovar y que fueron finalmente ejecutados por el mismo Herrera a partir de Tovar: la Batalla de Junín y la Batalla de Ayacucho que actualmente se exponen en el Palacio Federal Legislativo de Caracas. Regresó a Venezuela dedicándose  al retrato y a la realización de obras como La caridad y La muerte de Ricaurte en San Mateo.
Posteriormente, alternará  su oficio de pintor con labores periodísticas, utilizando el seudónimo de Santoro para firmar algunos de sus escritos, ejerciendo también funciones públicas. Fue colaborador de El Cojo Ilustrado y fundador del periódico El Granuja. Además de director de la Imprenta Nacional.
En 1892 fue nombrado director de Edificios y Ornato, para 1908 es nombrado director de la Academia Nacional de Bellas Artes tras la muerte de Emilio Mauri. Al comienzo de su gestión tuvo que enfrentar, en 1909, el descontento de un grupo numeroso de alumnos que reclamaban cambios en la orientación de los estudios de artes plásticas.  En 1911, junto con Pedro Arismendi Brito, redactó el reglamento del Instituto Nacional de Bellas Artes, que comprendía una sección de pintura y escultura y otra de música y declamación. Ese mismo año presentó su renuncia como director, la cual no le fue aceptada. Herrera Toro, a pesar de ser el blanco de las protestas estudiantiles, permaneció en su puesto, que ocupaba aún al ocurrir su muerte, el 26 de junio de 1914.

## Obra
Como pintor, Herrera desarrolla su obra en la producción de retratos, escenas históricas, temas religiosos, fantasías mitológicas y literarias, bodegones y en cuadros de sucesos anecdotarios. Muchas de su obras pictóricas se hallan decorando instalaciones de edificaciones públicas, como el Palacio Federal Legislativo, el Teatro Municipal de Valencia, la  Catedral de Caracas, la Casa del Congreso de Angostura, la Iglesia de Altagracia en Caracas o la Catedral de Valencia en Venezuela.
Entre sus obras más reconocidas destacan: Martín Tovar y Tovar (1878), Autorretrato (1880), La Romana (1880), Asunción de la Virgen (1881), La muerte de Libertador (1883), La caridad (1886),  La muerte de Ricaurte en San Mateo (1889), Retrato de Mujer (1889), Retrato del Presidente Raimundo Andueza Palacio (1890), Autorretrato de pie (1895), Don Arístides Rojas (1895), Retrato del licenciado Miguel José Sanz (1896), Retrato de Fermín Toro (1897),  Retrato del Presidente Cipriano Castro (1902), La batalla de Ayacucho (1890), La batalla de Junín (1904), Margarita Poleo de Chataing (1907).

## Figura polifacética
Según el principal historiador de las artes plásticas en Venezuela, Juan Calzadilla, Herrera Toro fue una figura polifacética. De acuerdo a sus palabras: "La variedad de conocimientos y aptitudes que demostraba Herrera Toro hacen de él el pintor venezolano más culto del siglo XIX. Sus aptitudes, según veremos, no se limitan tan sólo a la actividad pictórica. Amigo de poetas y escritores, practicó, por momentos, la literatura. Fue periodista y conocía el trabajo de tipografía. Fundó un periódico humorístico de corta duración, ’El Granuja’, del que él mismo fue dibujante y caricaturista. Se desempeñó con acierto en la litografía, es decir, el grabado en piedra y fue catedrático (...) Como aficionado a la crítica de arte, publicó notas y artículos sobre diversos tópicos (...) Lógicamente, tan variadas disposiciones debían exponerlo al riesgo de una dispersión de su talento, en perjuicio de su vocación pictórica, que era la más arraigada en él y por la cual ha pasado a nuestra historia (...) Algunos críticos no dejan de reprocharle a Herrera el hecho de que, con sus grandes dotes, haya podido consagrarle tanto tiempo a tareas burocráticas improductivas".

## Galería

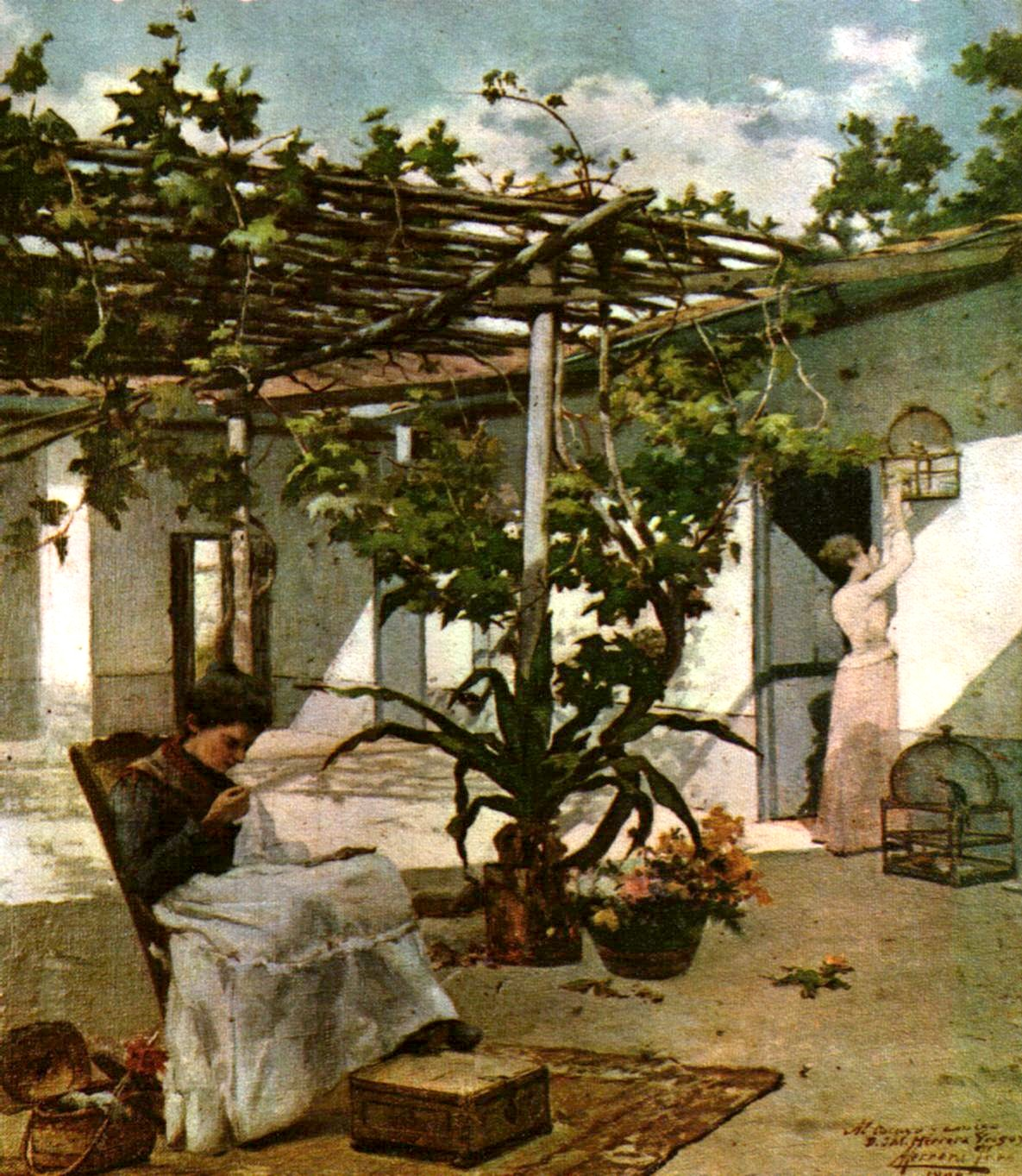
Patio interior
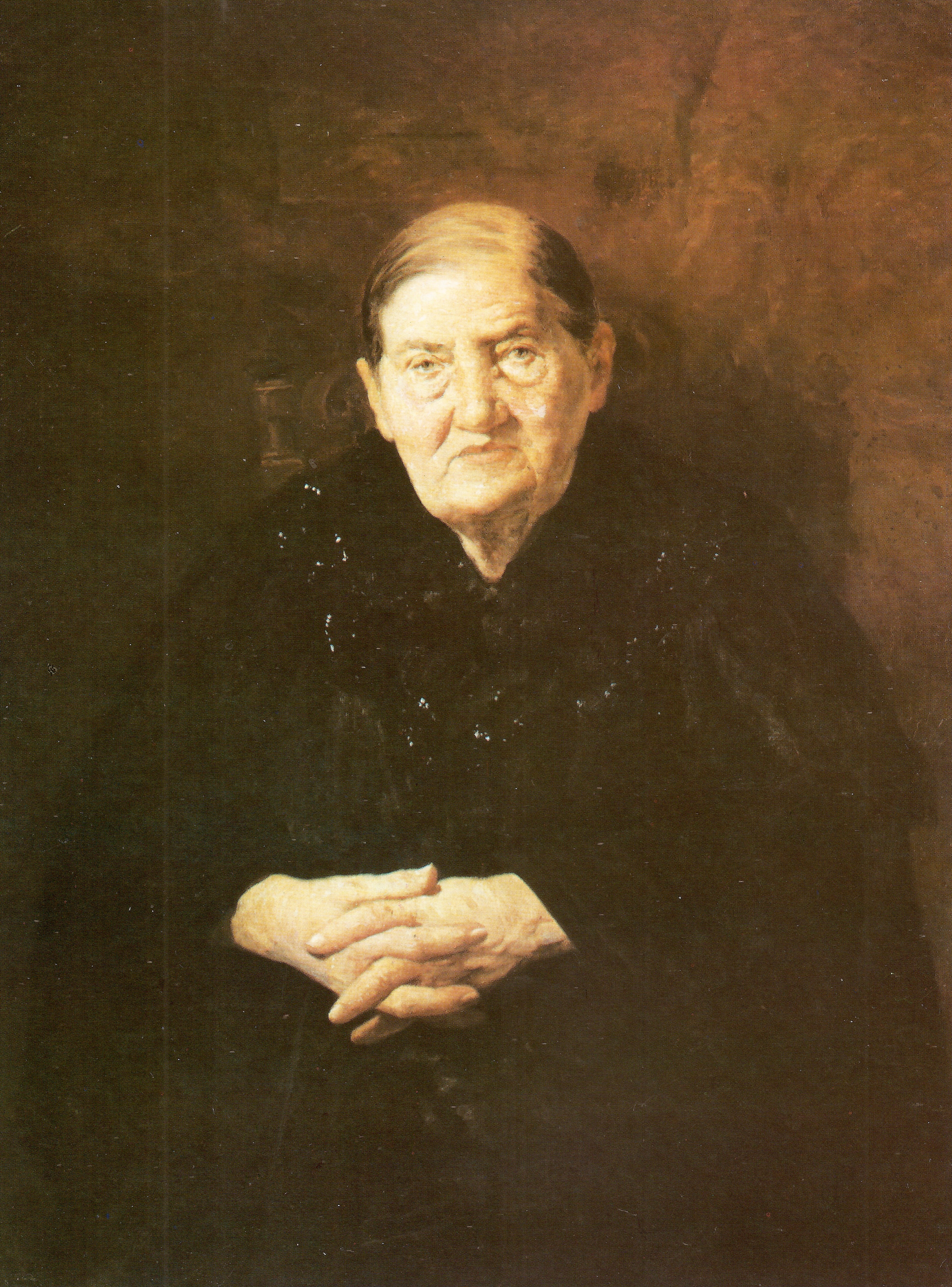
Retrato de Mujer
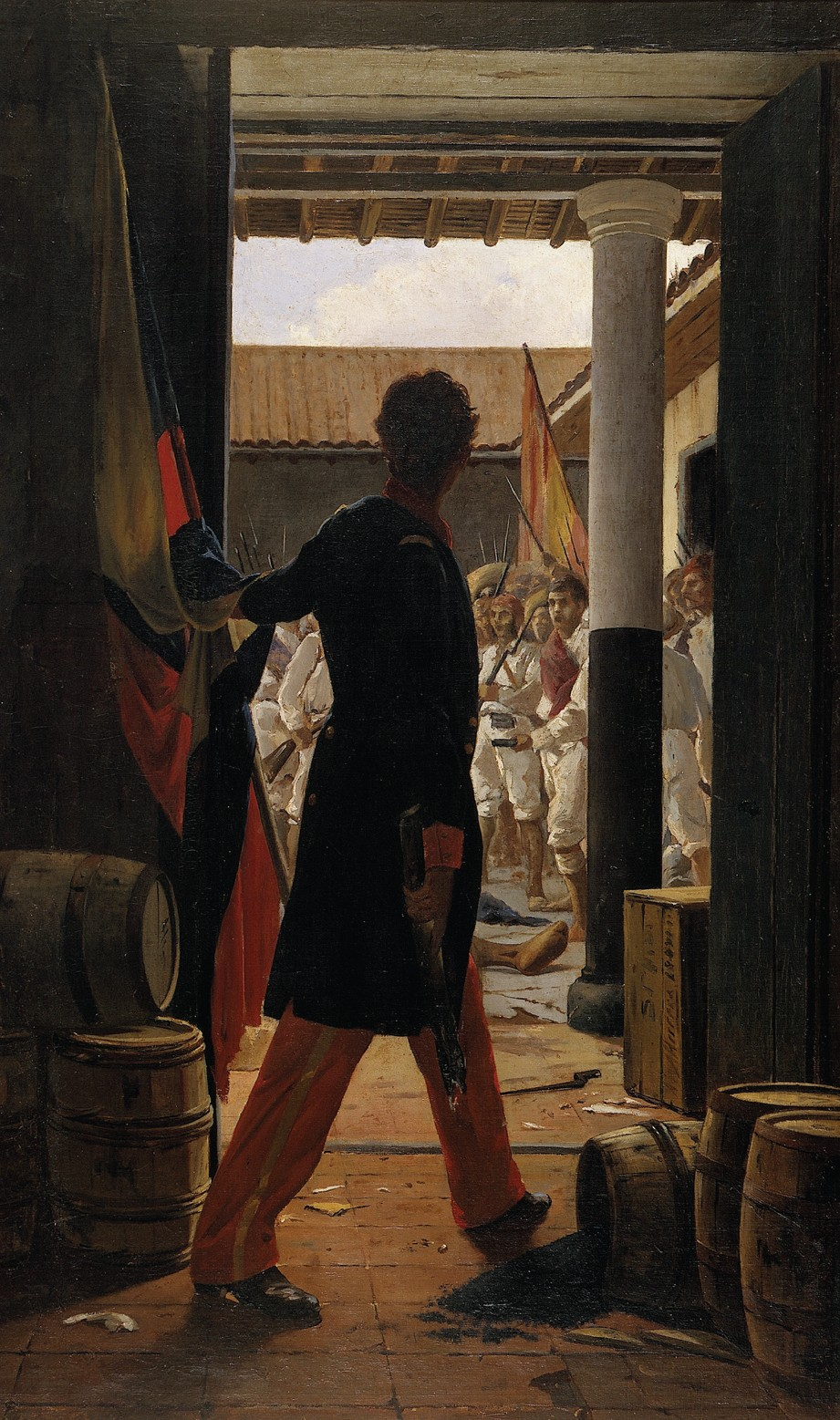
Ricaurte en San Mateo
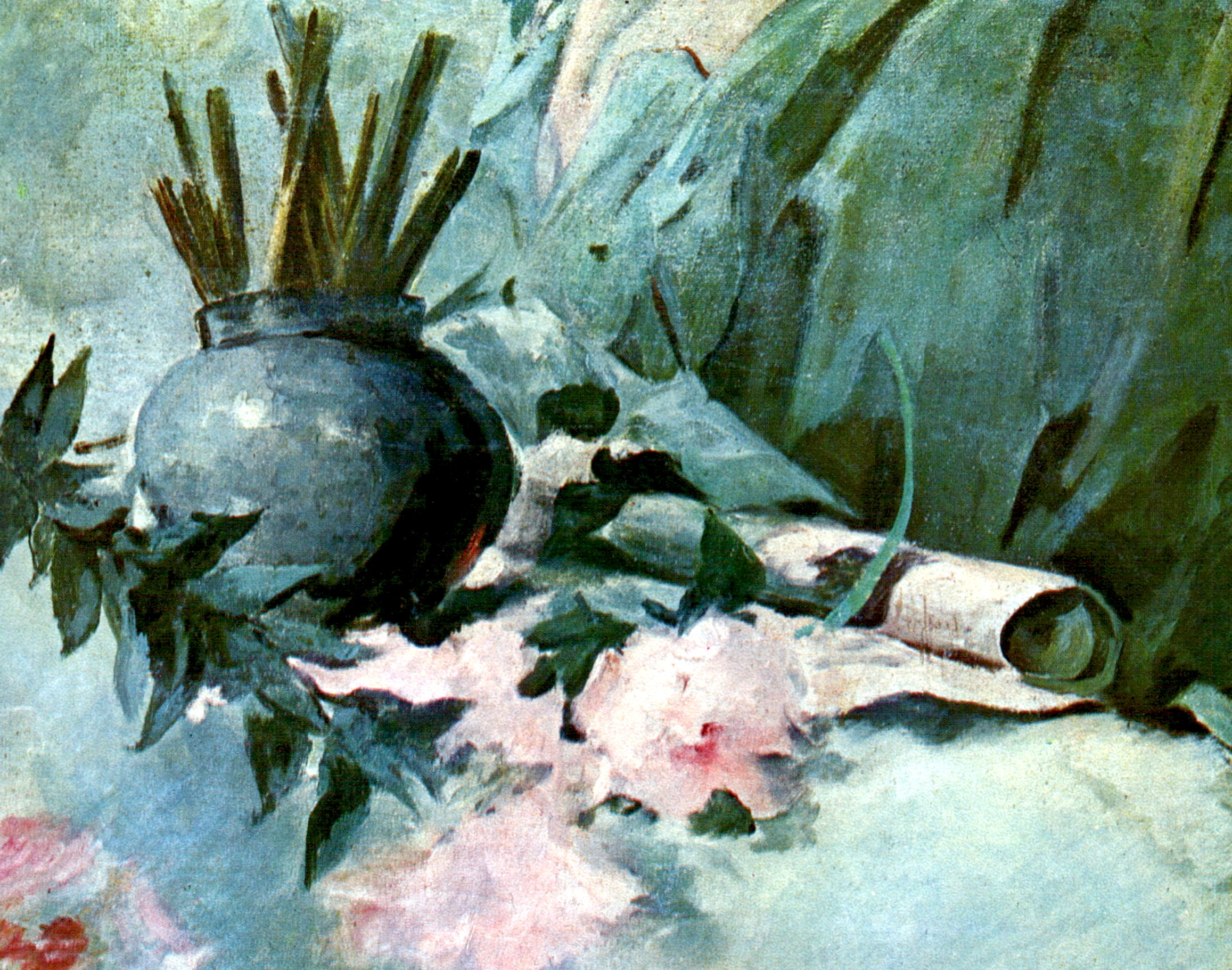
Naturaleza muerta
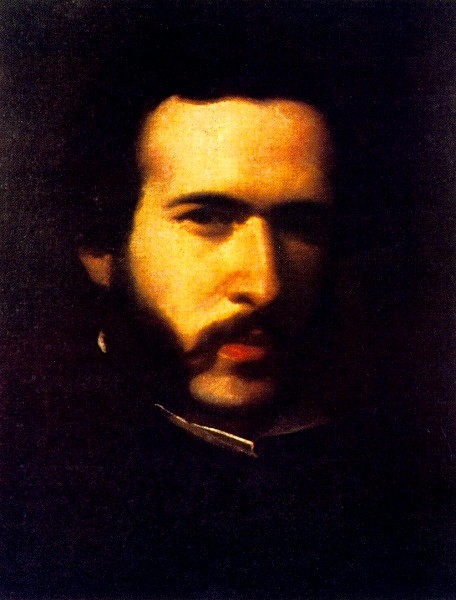
Martín Tovar y Tovar
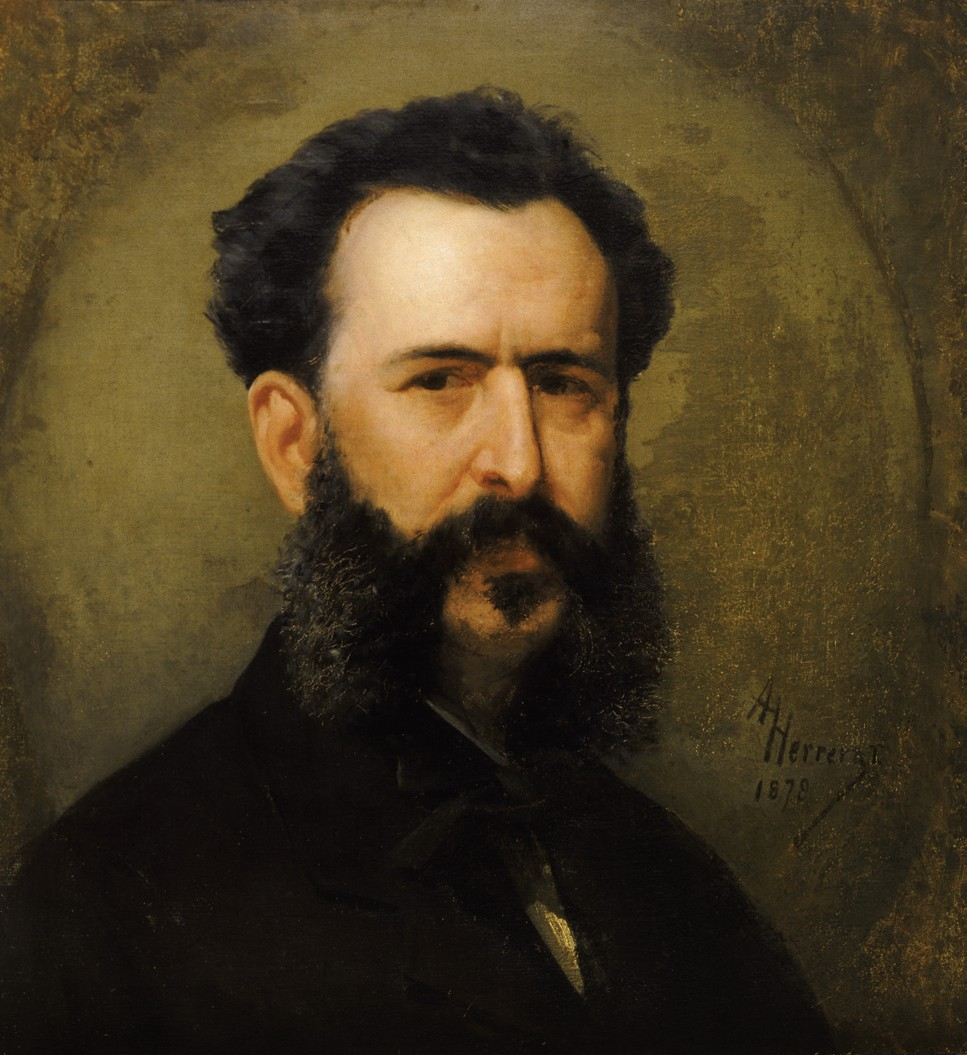
Martín Tovar y Tovar
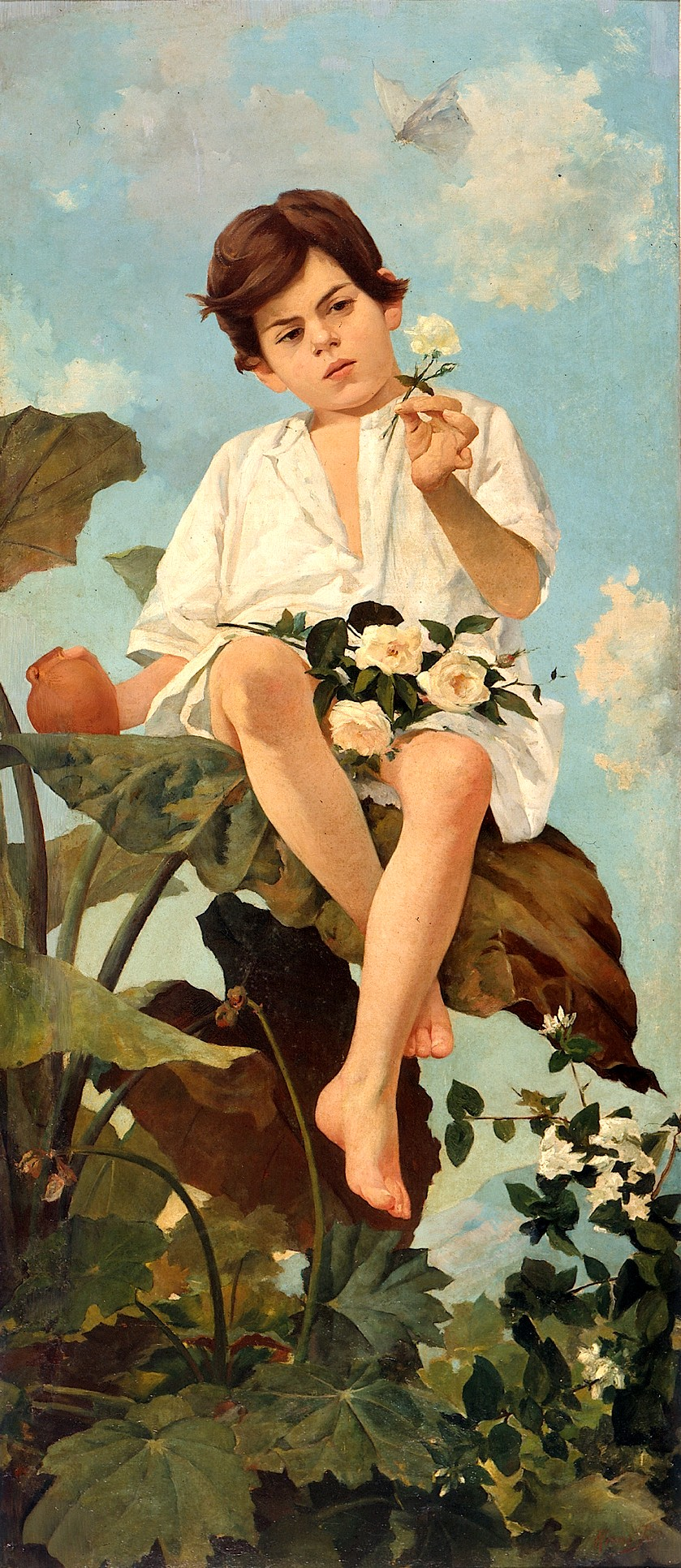
Una gota de rocío
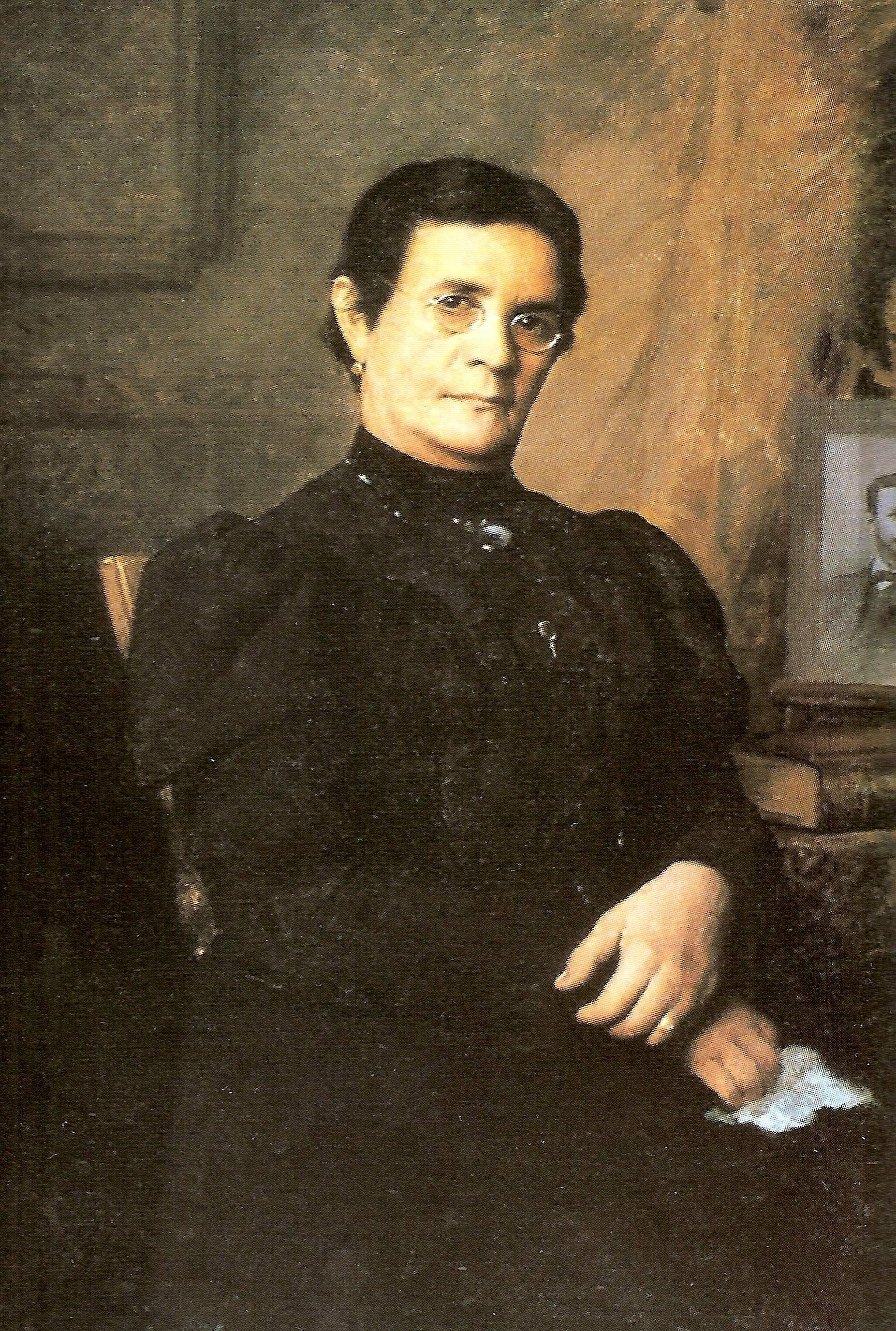
Margarita Poleo de Chataing
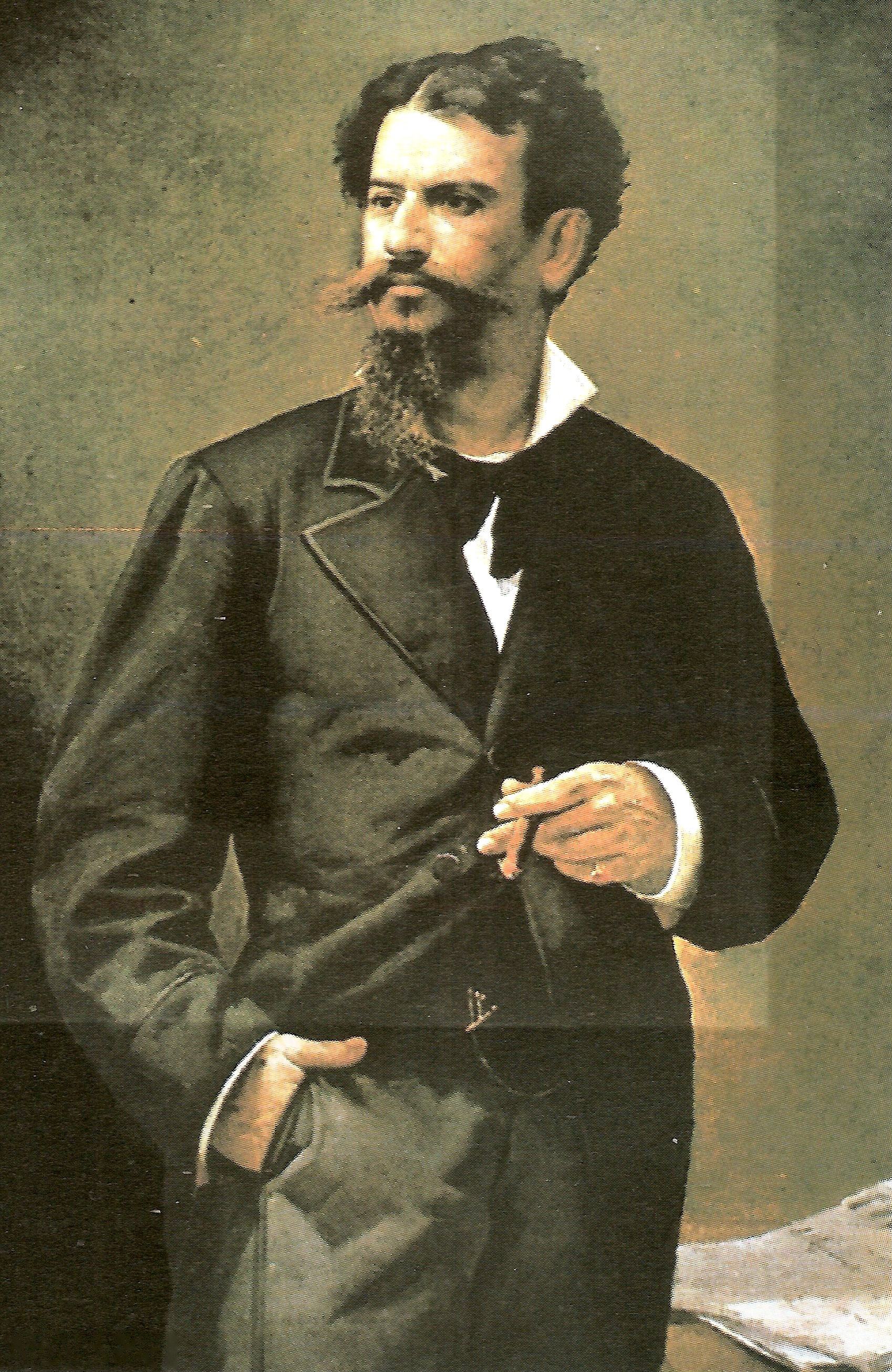
Eduardo Blanco
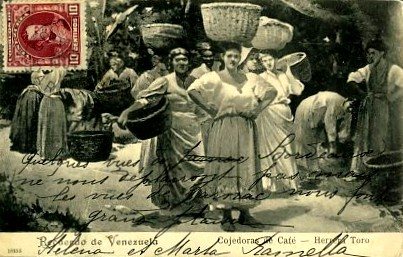
Cojedoras de café
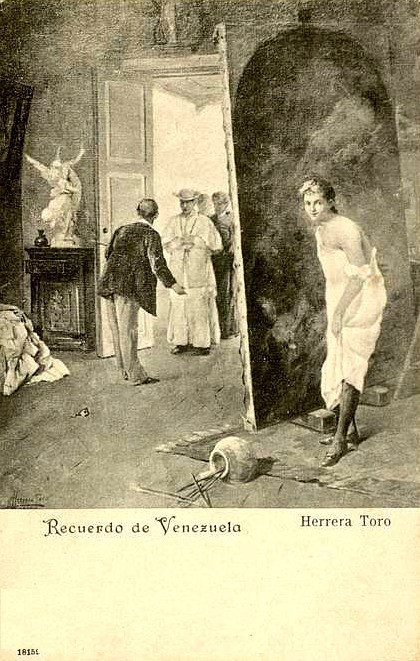
Visita del Obispo